# Mathias Kiwanuka

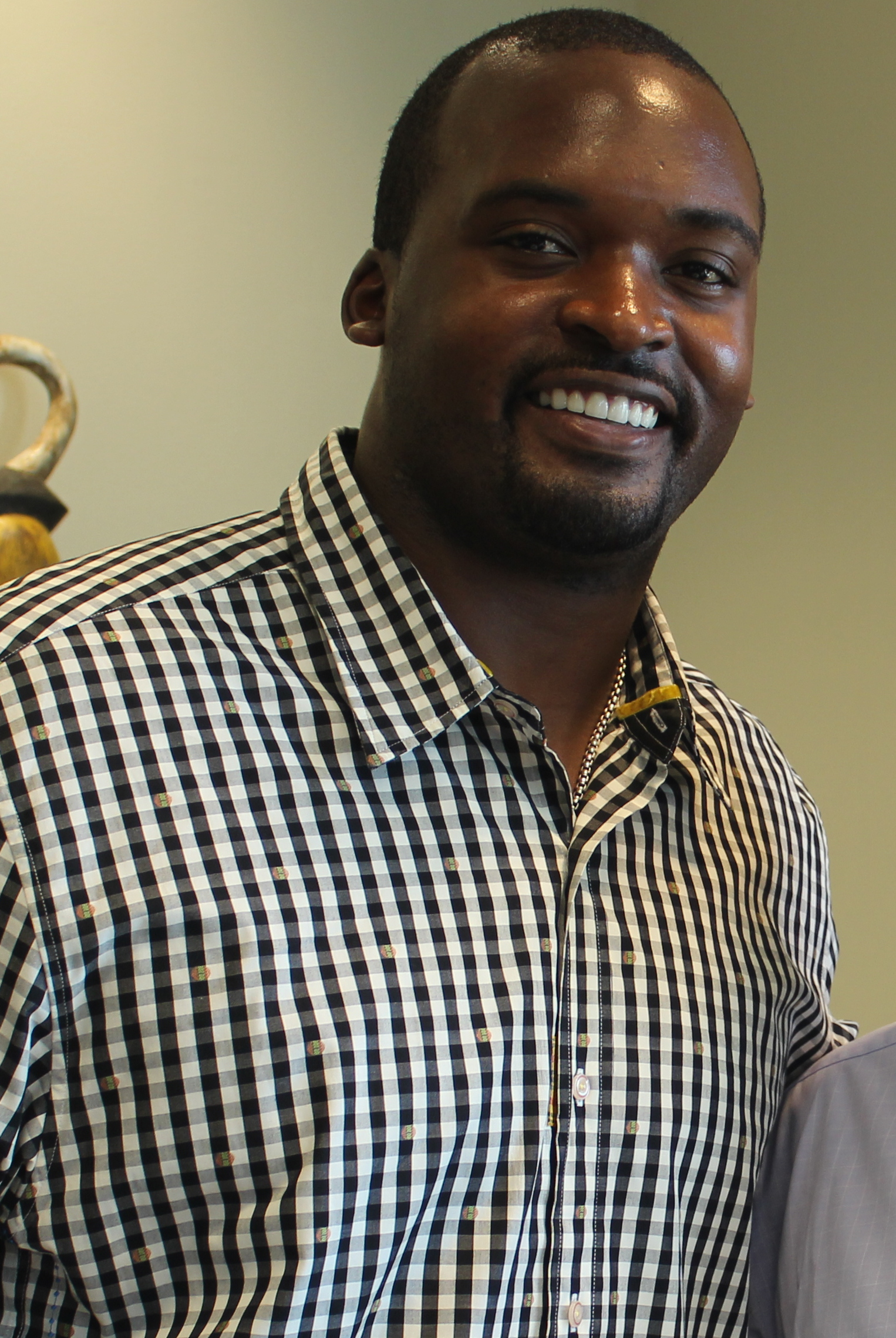

Mathias Kagimu Kiwanuka (8 de março de 1983, Indianápolis, Indiana) é um jogador profissional de futebol americano estadunidense que foi campeão da temporada de 2007 e de 2011 da National Football League jogando pelo New York Giants.